# Загублені: Книга Тіней
Загублені: Книга Тіней — австралійський науково-фантастичний фентезі фільм режисера Девіда Цезара, заснований на підлітко-орієнтованому телесеріалі Загублені створений Тоні Айресом, який також є співавтором фільму.

## Синопсис
Минув рік після того, як хлопці перетнули виміри, відкрили магію і зійшлись у битві з демоном відновлення. Вирісши окремо, вони змушені знову зібратися, коли Фелікс відкриває запечатану магією Книгу Тіней і випадково звільняє надзвичайно могутню силу хаосу. Хлопці мимоволі втягуються в битву, яка ставить під загрозу і їхній світ, і їхніх близьких.

## Актори
- Дугі Болдуін, - Фелікс Ферні
- Джоел Лок, - Ендрю "Енді" Лау
- Рахарт Адамс, - Сем Конті
- Метт Тестро, - Джейк Райліс
- Енгорі Райс - Теган
- Мічала Банас, - Фібі
- Лестер Елліс-молодший, - Піт
- Дарсі Макдональд, - Еллен
- Джованні Пікколо, - вчитель
- Тамала Шелтон - Міа
- Вікторія Хайні - Аліса
- Бен Келлер, - Бір

## Виробництво
23 грудня 2014 року було оголошено, що Screen Australia фінансуватиме фільм, заснований на телесеріалі під назвою, Nowhere Boys: The Rise of the Bear. Проте, в липні 2015 року, було встановлено, що назва фільму була змінена на Nowhere Boys: The Book of Shadows. 80-хвилинний повнометражний фільм режисера Девіда Цезара і письменників Тоні Ереса, Ріса Грахама та Крейг Ірвіна. Він був підготовлений Бетом Фрей і виконавчим продюсером Айрісом й Майклом МакМахон. Nowhere Boys: The Book of Shadows розповідає про рік після того, як хлопчики перетнула розриви у просторі, відкрили магію і билися  з демоном відновлення. Переставши спілкуватись одне з одним, вони зближуються знову, коли Фелікс виявляє магічно запечатану Книгу Таїнств, яка мимоволі випускає потужну силу хаосу. Хлопчики неохоче втягується в розборки, що ставить під загрозу їх світ й близьких.
Дугі Болдуін, Джоел Лок, Рахарт Адамс і Метт Тестро виконували свої ролі Фелікса, Енді, Сема і Джейка. До фільму також повернулися актори які зіграли інших ключових персонажів серіалу - Дарсі Макдональд (Еллен), Шон Різ-Вемісс (Оскар), Мічала Банас (Фібі), Вікторія Чайні (Аліса), Бен Келлер (Бір), Тамала Шелтон (Mia) і Мішель Герстер (Вів). Ангорі Райс також приєднався до акторського складу. Фільм Nowhere Boys: The Book of Shadows почав зніматися в Мельбурні в липні 2015 року. Його показували в окремих австралійських кінотеатрах з 1 січня 2016 року і мав свою телевізійну прем'єру на ABC3 6 березня 2016 року.